# ناصر السباعي
ناصر السباعي لاعب كرة قدم سوري من مواليد حمص، يلعب مع الكرامة الحمصي.

## روابط خارجية
- ناصر السباعي على موقع قاعدة بيانات كرة القدم.إي يو (الإنجليزية)
- ناصر السباعي على موقع Soccerway.com (الإنجليزية)
- ناصر السباعي على موقع كووورة